# Hayno Focken (Dichter)
Hayno Focken (* 4. Dezember 1867 in Holle; † 12. Januar 1940 in Lauenstein) war ein deutscher Buchhändler und Dichter.

## Leben und Wirken
Sein Großvater war ein enger Freund Uhlands und sein Vater ein ostfriesischer Pastors an der Oldenburgischen Nordseeküste. Nach dem Besuch des Gymnasiums in Jever kam er nach dem frühen Tod seines Vaters als Lehrling in die Buchhandlung von Heinrich Hinzen in Oldenburg, wo auch sein drei Jahre zuvor in Lahr verstorbener Bruder Erich gelernt hatte. Anschließend ging er nach Dresden zu v. Zahn & Jaensch als Gehilfe und machte sich 1896, zunächst in Dresden-Plauen, selbständig.
1909 übernahm Focken die Akademische Buchhandlung am Bismarckplatz in Dresden, später Akademische Buchhandlung Focken & Oltmanns. 1937 schied er aus dieser Firma aus, um sich künftig völlig seinen schriftstellerischen Arbeiten zu widmen. Als Buchhändler hat er seinen Erfahrungsschatz und tiefgründige buchhändlerische Kenntnis bereitwilligst auch in den Dienst der Öffentlichkeit gestellt. Er nahm viele Jahre öffentliche Ehrenämter wahr, zum Beispiel als Vorstandsmitglied und später Erster Vorsteher des Sächsischen Buchhändler-Verbandes und als Mitglied verschiedener Ausschüsse des Börsenvereins. Neben seiner Haupttätigkeit als Buchhändler entwickelte er sich zu einem feinsinniger und humorvoller Gelegenheitsdichter.
1926 sehnte er in seinem Gedicht „Großdeutschland“ den Anschluss Österreichs an Deutschland herbei.
Erich Ponto trug im Januar 1944 anlässlich einer Feierstunde eine Auswahl Fockenscher Poesie und Prosa vor, die der Dresdner Buchhandel zu Ehren seines großen Berufskameraden am 16. Januar veranstaltete. Prosadichtungen, wie etwa „Verräumt“ oder „Die Erschaffung des Dackels“ gehörten zum Bestand des ohnedies nicht allzu reichlichen vornehm humoristischen Schrifttums.
Er starb während eines Aufenthalt im Otto-Beyer-Heim des Börsenvereins in Lauenstein an einem Herzschlag.

## Schriften (Auswahl)
- Die Erschaffung des Dackels. Eine lustige Hundegeschichte. 4. Aufl., Dresden 1922
- Das harmonische Familienleben. 40 Zeichnungen mit Versen von Hayo Focken. Robert Högfeldt Paul Neff Verlag, 1938.
- Gesund und froh. Merseburger, Leipzig 1940.